# Touch! Generations

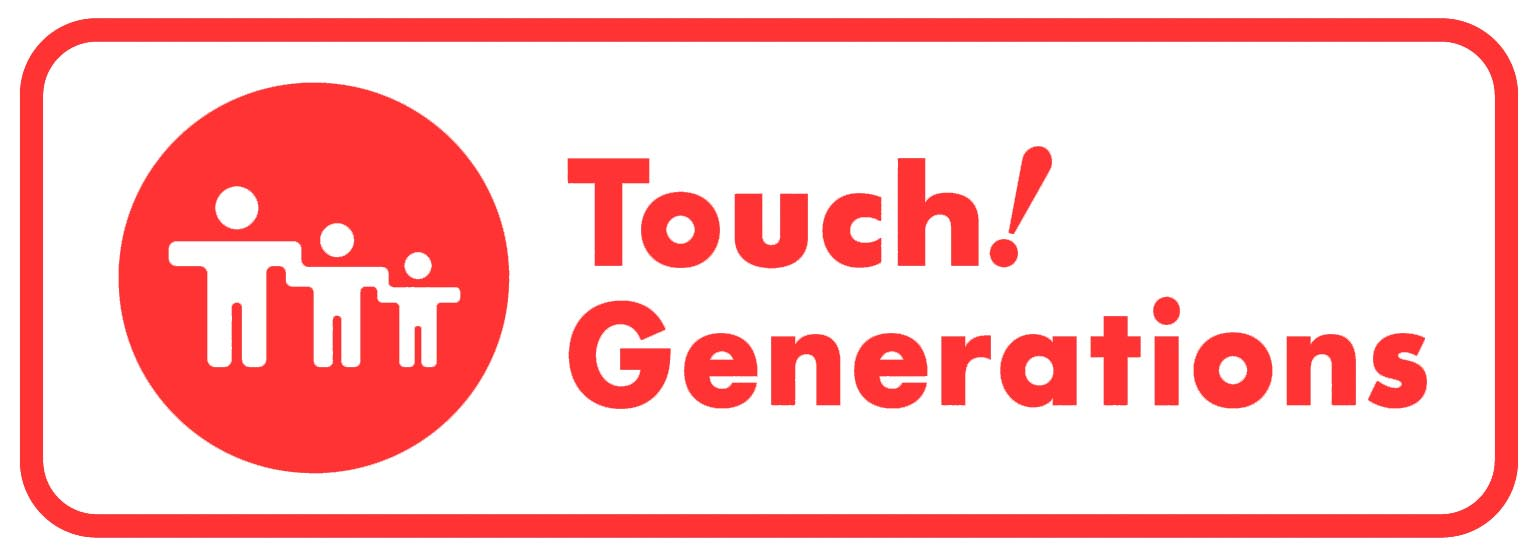
Europäisches „Touch! Generations“-Logo für Nintendo DS-Spiele. Wii-Spiele unter der „Touch! Generations“-Marke tragen eine quadratische hellblaue Variante dieses Logos

Touch! Generations (jap.: タッチジェネレーションズ) ist eine Marke des Konsolen-Herstellers Nintendo, unter der ausgewählte Spiele für die portable Konsole Nintendo DS und für die stationäre Heimkonsole Wii vermarktet werden. Laut der firmeneigenen Homepage will man mit Touch! Generations „etwas anderes bieten als Autorennen und Schießereien“. Der bisher erfolgreichste Ableger der Serie ist Dr. Kawashimas Gehirn-Jogging, ein einfach zugängliches Gedächtnistraining mit wissenschaftlich fundierten Denksportaufgaben.

## Zielgruppe
Mit den Konzepten der ausgewählten Spiele möchte Nintendo neben Gelegenheitsspielern insbesondere unerfahrene und ältere Spieler als neue Kunden erschließen: „Wir halten daran fest, Videospiele als Massenmedium zu etablieren, das jedem Spaß machen kann. Touch Generations hilft Anfängern und Neulingen auf der Suche nach Spielspaß und einzigartigen Erfahrungen, die es nur auf Nintendos DS gibt“, so George Harrison, Senior Vice President von Nintendo of America. Durch das Siezen in der Werbung wird bewusst ein erwachsenes Publikum angesprochen.
Jeder DS-Titel, der zu der Serie gehört, ist mit einem roten Kreis in der linken unteren Ecke der Verpackung gekennzeichnet. In diesem Kreis sind drei unterschiedlich große, stilisierte Menschen zu sehen, welche die Vielschichtigkeit der Zielgruppe symbolisieren sollen.
Vielschichtig ist deshalb auch die Spieleauswahl: So schlüpft der Spieler in Trauma Center: Under the Knife in die Rolle eines aufstrebenden Nachwuchschirurgen und nimmt Operationen an virtuellen Patienten vor, lässt bei Big Brain Academy ermitteln, wie schwer die eigene Hirnmasse aufgrund gelöster IQ-Testaufgaben ist, und verbessert mit English Training seine Sprachkenntnisse.

## Entwicklung zur globalen Marke und marktspezifische Unterschiede
Nachdem in Japan (wo solche Konzepte gang und gäbe sind) die Touch! Generations-Linie von Anfang an ein voller Erfolg war, exportierte Nintendo das Konzept in die USA und schließlich nach Europa.
Die Spielauswahl variiert von Land zu Land; in Europa setzt der Spielehersteller vermehrt auch auf traditionellere Konzepte.
Eine Touch! Generations-Reihe für Nintendos Heimkonsole Wii erschien etwas später.

## Bisher erschienene Spiele

### Europa
(Nachfolgend werden die deutschen Titel aufgeführt)
- 42 Spieleklassiker
- Actionloop
- Lemmings
- Augen-Training
- Big Brain Academy
- Big Brain Academy für Wii
- Dr. Kawashimas Gehirn-Jogging: Wie fit ist Ihr Gehirn?
- Dr. Kawashima: Mehr Gehirn-Jogging
- Electroplankton
- English Training: Spielend Englisch lernen, Practise English
- Nintendogs
- Picross DS
- Prof. Kageyamas Mathematik-Training
- Tetris DS
- Sudoku Master
- Endless Ocean
- Wii Fit

und weitere.

### Nordamerika
- Big Brain Academy
- Big Brain Academy: Wii Degree
- Brain Age: Train Your Brain in Minutes a Day
- Brain Age 2: More Training in Minutes a Day
- Clubhouse Games
- Electroplankton
- Elite Beat Agents
- Magnetica
- Nintendogs
- Picross DS
- Sudoku Gridmaster
- Tetris DS
- True Swing Golf

### Japan
- Brain Training
- Brain Training 2
- Gentle Brain Excercises
- English Training (bereits zwei Teile erschienen: Eigo Zuke und Motto Eigo Zuke)
- DS Cooking
- Magic Taizen
- Mojipittan DS
- Nintendogs
- Picross DS
- Sekaino Daredemo Asobi Taizen (42 Spieleklassiker)
- Tetris DS
- Yawaraka Atama Juku (Big Brain Academy)
- Wii Fit

Anmerkung: Die Namen der Spiele unterscheiden sich teilweise in den drei Gebieten; so heißt die Karten- und Brettspielsammlung Clubhouse Games in Europa 42 All-Time Classics, bzw. 42 Spieleklassiker.

## Trivia
- Eine interessante Idee hatte Nintendo in den Staaten: dort feiert man am 10. September den alljährlichen „Grandparents Day“. Mit der Preissenkung des Nintendo DS zu diesem Zeitpunkt wollte Nintendo dazu anregen, die Großeltern mit einem DS und einem Touch! Generations-Titel zu beschenken.
- Zu seinem 60. Geburtstag schickte Nintendo dem US-Präsidenten George W. Bush ein Paket mit einem hübsch verpackten Nintendo DS und Dr. Kawashimas Gehirn-Jogging. Im beigelegten Schreiben gratulierte Nintendo dem Präsidenten zum Geburtstag und warb gleichzeitig für das Produkt.

## Anmeldungen als Marke
- Europäische Union, beim Harmonisierungsamt für den Binnenmarkt – Nummer der Marke: 005223441, Anmeldetag 10. Juli 2006.
- USA, beim United States Patent and Trademark Office – Serial Number: 78884892, Filing Date: 16. Mai 2006.